# Абердин (гора)
Абердин (англ. Mount Aberdeen) — гора на западе Канады в окрестностях озера Луиз в национальном парке Банф в Канадских Скалистых горах (Альберта). Высота — 3157 м.

## История

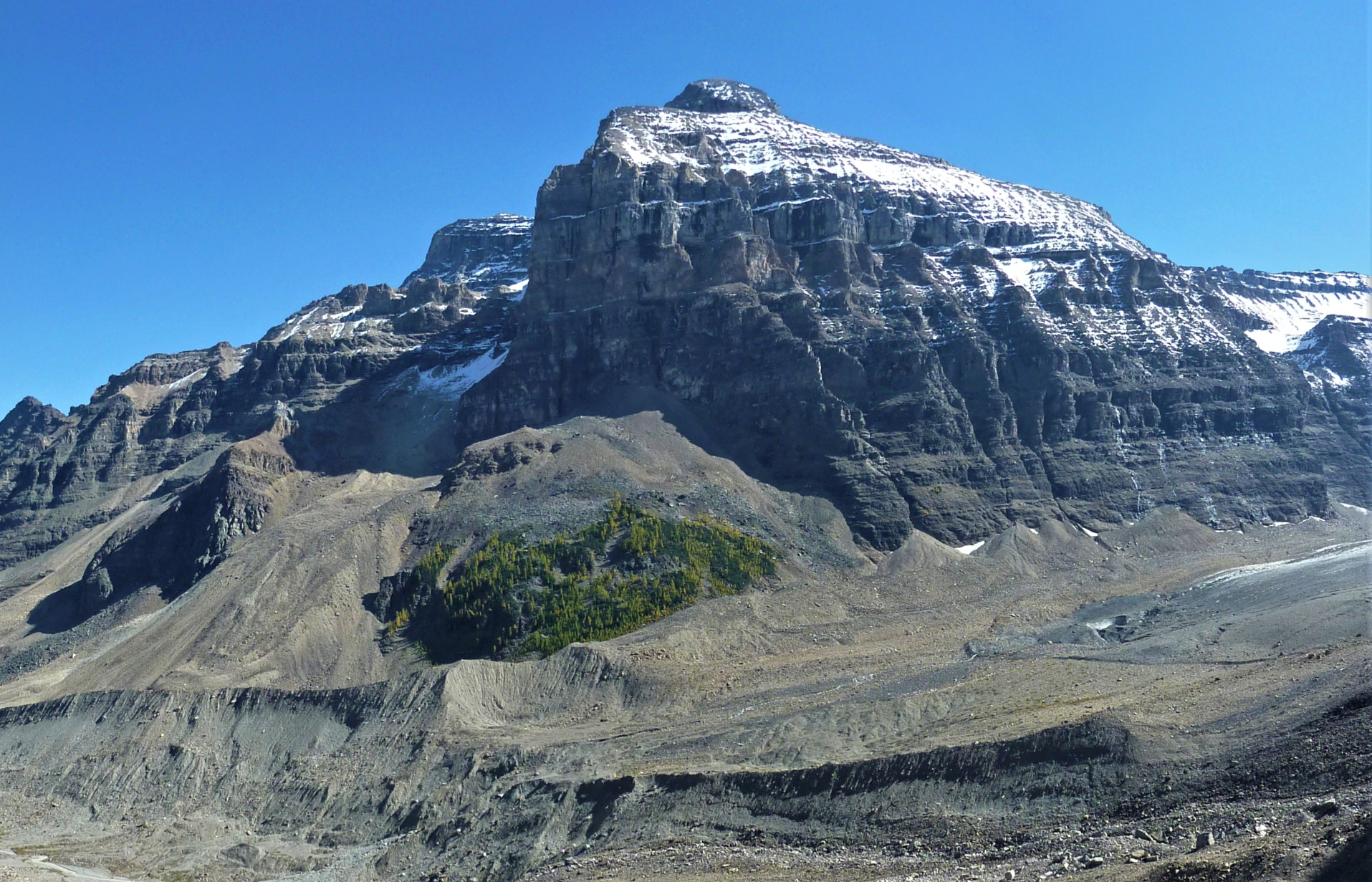
Вид от тропы Шести ледников

Гора Абердин была названа канадским исследователем Джеймсом Дж. Макартуром (1856—1925) в 1897 году в честь лорда Абердина, седьмого генерал-губернатора Канады. До 1897 года пик был известен как пик Хейзел. Первое восхождение на пик совершили в 1894 году Самуэль Э. С. Аллен, Л. Ф. Фриссел и Уолтер Д. Уилкокс. В 1917 году В. А. Флинн достиг вершины, пройдя с вершины пика Хаддо со спуском к леднику Абердин, а затем вверх по крутому снеговому склону и ледяной арене.
Название горы было официально объявлено в 1952 году Советом по географическим названиям Канады

## Геология
Как и другие горы в парке Банф, гора Абердин состоит из осадочных пород, отложившихся в период от докембрия до юрского периода. Образовавшаяся в мелководных морях, эта осадочная порода была вытолкнута на восток и за верхнюю часть более молодой породы во время Ларамийского орогенеза.

## Климат
По классификации Кёппена года находится в субарктической климатической зоне с холодной снежной зимой и умеренным летом. Зимние температуры могут быть ниже −20 °C.